# Ludovic Butelle
Ludovic Butelle (Reims, 3 aprile 1983) è un calciatore francese, portiere dello Stade Reims.

## Carriera

### Club
Ludovic è cresciuto calcisticamente nel FC Metz, nella stagione 2001/02, dove colleziona 5 presenze, ma la sua carriere nella squadra francese non finì lì, infatti è rimasto fino al 2004, contando in generale 53 presenze in 3 anni per i granata, alla fine dello stesso anno firmò per il Valencia, che però per la stagione 2004/05 lo diede in prestito all'Hercules squadra di seconda divisione.
Arrivato al club Spagnolo, per Ludovic spetta il ruolo di terzo portiere, dietro al sempreverde brizzolato biondo Santiago Cañizares, e dietro al suo vice Juan Luis Mora.
Nel 2007 viene mandato in prestito al Real Valladolid.
L'anno dopo Valencia lo diede in prestito al Lilla, dove firmò un contratto alla fine della stagione.
Da 2010 fino a 2016 giocò in Ligue 2 per Nîmes Olympique, AC Arles-Avignon ed Angers SCO. Venne dichiarato Miglior portiere della Ligue 2 tre anni in fila dal 2012 fino al 2014.
Dopo la promozione dell'Angers nel 2015 ed il girone di andata nella Ligue 1, firmò per il Club Bruges. Vinse lo scudetto nella prima stagione e venne votato Miglior portiere della Jupiler Pro League nel 2016.
Dopo due stagioni da Club Bruges, Butelle tornò da Angers nel gennaio 2018.

### Nazionale
Ha giocato nella nazionale francese Under-21.

## Statistiche

### Presenze e Reti nei Club
Statistiche aggiornate al 28 luglio 2024.
| Stagione             | Squadra              | Campionato | Campionato | Campionato | Coppe nazionali | Coppe nazionali | Coppe nazionali | Coppe continentali | Coppe continentali | Coppe continentali | Altre coppe | Altre coppe | Altre coppe | Totale | Totale |
| Stagione             | Squadra              | Comp       | Pres       | Reti       | Comp            | Pres            | Reti            | Comp               | Pres               | Reti               | Comp        | Pres        | Reti        | Pres   | Reti   |
| -------------------- | -------------------- | ---------- | ---------- | ---------- | --------------- | --------------- | --------------- | ------------------ | ------------------ | ------------------ | ----------- | ----------- | ----------- | ------ | ------ |
| 2001-2002            | Metz                 | D1         | 6          | -9         | CF              | 0               | 0               |                    | -                  | -                  |             | -           | -           | 6      | -9     |
| 2002-2003            | Metz                 | L2         | 20         | -12        | CF+CdL          | 5+4             | -2 + -3         |                    | -                  | -                  |             | -           | -           | 29     | -17    |
| 2003-2004            | Metz                 | L1         | 27         | -28        | CF+CdL          | 1+2             | -2 + -1         |                    | -                  | -                  |             | -           | -           | 30     | -31    |
| Totale Metz          | Totale Metz          |            | 53         | -49        | CF+CdL          | 12              | -8              |                    | -                  | -                  |             | -           | -           | 65     | -57    |
| lug.-dic. 2004       | Valencia             | PD         | 0          | 0          | CR              | 0               | 0               |                    | -                  | -                  |             | -           | -           | 0      | 0      |
| gen.-giu. 2005       | Hércules             | SDB        | 1          | 0          |                 | -               | -               |                    | -                  | -                  |             | -           | -           | 1      | 0      |
| 2005-2006            | Valencia             | PD         | 1          | -2         | CR              | 3               | -1              | Int                | 0                  | 0                  |             | -           | -           | 4      | -3     |
| 2006-2007            | Valencia             | PD         | 8          | -8         | CR              | 3               | -2              | UCL                | 1                  | -1                 |             | -           | -           | 12     | -11    |
| Totale Valencia      | Totale Valencia      | PD         | 9          | -10        | CR              | 6               | -3              | UCL                | 1                  | -1                 |             | -           | -           | 16     | -14    |
| 2007-2008            | Real Valladolid      | PD         | 8          | -16        | CR              | 1               | -1              |                    | -                  | -                  |             | -           | -           | 9      | -17    |
| 2008-2009            | Lilla                | L1         | 4          | -3         | CF+CdL          | 4+1             | -3 + -2         |                    | -                  | -                  |             | -           | -           | 9      | -8     |
| 2009-2010            | Lilla                | L1         | 10         | -14        | CF+CdL          | 1+0             | 0               | UEL                | 7                  | -5                 |             | -           | -           | 18     | -19    |
| Totale Lilla         | Totale Lilla         | L1         | 14         | -17        | CF+CdL          | 6               | -5              | UEL                | 7                  | -5                 |             | -           | -           | 27     | -27    |
| 2010-2011            | Nîmes                | L2         | 37         | -43        | CF+CdL          | 3+3             | -6 + -1         |                    | -                  | -                  |             | -           | -           | 43     | -50    |
| 2011-2012            | Arles-Avignon        | L2         | 35         | -36        | CF+CdL          | 0+1             | 0 + -1          |                    | -                  | -                  |             | -           | -           | 36     | -37    |
| 2012-2013            | Arles-Avignon        | L2         | 34         | -46        | CF+CdL          | 0               | 0               |                    | -                  | -                  |             | -           | -           | 34     | -46    |
| 2013-2014            | Arles-Avignon        | L2         | 37         | -35        | CF+CdL          | 0+1             | 0 + -1          |                    | -                  | -                  |             | -           | -           | 38     | -36    |
| Totale Arles-Avignon | Totale Arles-Avignon | L2         | 106        | -117       | CF+CdL          | 2               | -2              |                    | -                  | -                  |             | -           | -           | 108    | -119   |
| 2014-2015            | Angers               | L2         | 34         | -26        | CF+CdL          | 1+0             | 0               |                    | -                  | -                  |             | -           | -           | 35     | -26    |
| lug.-dic. 2015       | Angers               | L1         | 19         | -11        | CF+CdL          | 0               | 0               |                    | -                  | -                  |             | -           | -           | 19     | -11    |
| gen.-giu. 2016       | Club Bruges          | PL         | 18         | -14        | CB              | 3               | -4              |                    | -                  | -                  |             | -           | -           | 21     | -17    |
| 2016-2017            | Club Bruges          | PL         | 36         | -33        | CB              | 2               | -4              | UCL                | 6                  | -14                | SB          | 1           | -1          | 45     | -52    |
| lug.-dic. 2017       | Club Bruges          | PL         | 5          | -5         | CB              | 1               | -2              |                    | -                  | -                  |             | -           | -           | 6      | -7     |
| Totale Club Bruges   | Totale Club Bruges   | PL         | 59         | -52        | CB              | 6               | -10             | UCL                | 6                  | -14                | SB          | 1           | -1          | 72     | -77    |
| gen.-giu. 2018       | Angers               | L1         | 19         | -22        | CF+CdL          | 0+1             | 0 + -1          |                    | -                  | -                  |             | —           | -           | 20     | -23    |
| 2018-2019            | Angers               | L1         | 36         | -48        | CF+CdL          | 1+0             | -1 + 0          |                    | -                  | -                  |             | -           | -           | 37     | -49    |
| 2019-2020            | Angers               | L1         | 26         | -32        | CF+CdL          | 0               | 0               |                    | -                  | -                  |             | -           | -           | 26     | -32    |
| 2020-2021            | Angers               | L1         | 0          | 0          | CF              | 4               | -6              |                    | -                  | -                  |             | -           | -           | 4      | -6     |
| Totale Angers        | Totale Angers        |            | 134        | -139       | CF+CdL          | 7               | -8              |                    | -                  | -                  |             | -           | -           | 141    | -147   |
| 2021-2022            | Red Star             | NAT        | 21         | -29        |                 | -               | -               |                    | -                  | -                  |             | -           | -           | 21     | -29    |
| 2022-2023            | Red Star             | NAT        | 30         | -19        |                 | -               | -               |                    | -                  | -                  |             | -           | -           | 30     | -19    |
| Totale Red Star      | Totale Red Star      | NAT        | 51         | -48        |                 | -               | -               |                    | -                  | -                  |             | -           | -           | 51     | -48    |
| 2023-2024            | Stade Reims          | L1         | 0          | 0          | CF              | 0               | 0               |                    | -                  | -                  |             | -           | -           | 0      | 0      |
| Totale carriera      | Totale carriera      |            | 472        | -491       |                 | 46              | -44             |                    | 14                 | -20                | SB          | 1           | -1          | 533    | -556   |

## Palmarès

### Club

#### Competizioni nazionali
- Campionato belga: 2

Club Bruges: 2017-2018
Club Bruges: 2015-2016
- Supercoppa del Belgio: 1

Gent: 2016